# Polana malina
Malina Polana je poljska sorta koja se dosta razlikuje od ostalih sorti po načinu proizvodnje i po ekonomičnosti u proizvodnji.

## Istorijat
Reč je o novijoj sorti maline nastale u Poljkoj ukrštanjem dve sorte: heridza i zeve jesenje. U našoj zemlji je trenutno veoma retka, ali je primećena tendencija porasta proizvodnje ove sorte i kod nas.

## Sadnja
Sadi se na jesen ili u proleće. Jesenja sadnja se najčešće primenjuje jer će kasnije dati najveći prinos. Preporuka je sadnice pronaći u proverenom rasadniku a cena se kreće između 30 i 60 dinara. Teren je potrebno pripremiti nekoliko meseci ranije, zatim izvršiti analizu zemljišta i ustanoviti da li su i koje hranljive materije potrebne zemljištu. Polana se sadi u razmaku 40 do 50 centimetara između sadnica i do 3 metra između redova. Stablo ove biljke je samostojeće i nisu obavezni špalir i žica.

## Uzgoj
Sorta maline koja ne zahteva puno ulaganja, osim dobro pripremljene parcele sa plodnim, propustljivim i rastresitim zemljištem. Ono što je još jako bitno za ovu sortu jeste navodnjavanje zemljišta, jer polani je potrebna veoma velika količina vode. Pri formiranju i podizanju zasada trava predstavlja veliki problem. Prve dve do tri godine dok koren biljke ne ojača preporučuje se okopavanje zemljišta oko biljke i freziranje ili redovno košenje između redova, dok prskanje raznim fungicidima na snagu može stupiti tek posle 2 do 3 godine. Visina lastara kreće se od 12 do 14 centimetara, dok raspon može dostići i do 80 centimetara. U rano proleće dolazi do popljunja lastara, cvetanja negde krajem juna i najzad do formiranja plodova dolazi u drugoj polovini jula. Berba traje sve do prvih mrazeva. Kada se završi, za razliku od drugih sorti  nestanka štetočina i bolesti praktikuje se prskanje 3 puta, prvi put kada je visina lastara 30 centimetara, zatim 90 i najzad u fazi cvetanja.

## Prinos
Polana je veoma rodna sorta, u koliko su ispoštovani svi pogodni i potrebni uslovi podizanja zasada, u proseku prinos može iznositi 10-12 tona po hektaru. Malinjak ima pun rod prvih petnaest godina, onda počinje sa opadanjem. Tada se krči malinjak, na njegovo mesto postavlja druga kultura, obično neka ratarska 3 do 4 godine i onda se može ponovo formirati zasad na istom mestu. Polana rađa na jednogodišnjim lastarima koji rastu do proleća, a plodovi se formiraju u gornjoj polovini lastara, srednje krupni su, jako crvene boje, aromatičnog i bogatog ukusa.

## Plasman
Polana je ponuđena na tržištu kada nema drugih sorti jer je ovo jesenja malina i zbog toga je skuplje plaćena od ostalih standardnih sorti. Poslednji niz godina cena se kreće u iznosu od 200 do 250 dinara.

## Spoljašnje veze
- Poljoprivreda.info
- Sadnice, sadnja, uzgoj i prinos